# Trichomanes speciosum
Trichomanes speciosum is een varen uit de vliesvarenfamilie (Hymenophyllaceae). Het is een lithofytische plant die enkel op vochtige, beschaduwde rotsen groeit en waarvan de twee generaties, de grote en opvallende sporofyt en de veel kleinere gametofyt, naast elkaar voorkomen en zich onafhankelijk van elkaar kunnen voortplanten.
Het is een van de zeldzaamste en meest bedreigde varens van West-Europa, waarvan de gametofyt ook in de Belgische Ardennen is aangetroffen.

## Naamgeving enetymologie
De soortaanduiding speciosum is afgeleid van het Latijnse 'speciosus' (mooi), naar het schitterende blad van de sporofyt. De Engelse naam Killarney fern verwijst naar het Ierse plaatsje Killarney, waar de varen rond 1800 voor het eerst gevonden werd, maar reeds in de 19e eeuw door verzamelaars is uitgeroeid.

## Kenmerken
Trichomanes speciosum is een overblijvende plant met tot 40 cm lange, dunne, ovale tot driehoekige, zeer complex, twee- tot drievoudig vertakte bladen. De bladen zijn slechts één cellaag dik, bijna transparant en zonder huidmondjes. De deelblaadjes zijn ovaal tot ruitvormig, de onderste deelblaadjes het grootst, veerdelig ingesneden en met één centrale nerf die duidelijk zichtbaar is. De bladsteel is bijna zo lang als de bladschijf en ontspringt uit een slanke, kruipende en behaarde rizoom.
De sporenhoopjes zitten op de tot buiten het blad verlengde nerven, zijn zeer onopvallend, en dragen trompet- of buisvormige dekvliesjes waarbij de top van het receptaculum, een haarvormig uitgroeisel van het sporenhoopje, als een borsteltje boven het dekvliesje uit steekt. De sporofyt plant zich eveneens aseksueel voort door middel van zijn kruipende rizomen.
De gametofyt lijkt op een mos of een groenwier, en bestaat uit filamenten die zich met min of meer rechte hoeken vertakken en zich met kleurloze of lichtbruine wortelharen aan de rots vasthechten. De gametofyt plant zich, onafhankelijk van de sporofyt, aseksueel voort door middel van gemmae, korte filamenten die met een steeltje halverwege verbonden zijn met de rest van de plant.

## Habitat
T. speciosum is een lithofytische plant die groeit op zwaar beschaduwde, verticale of overhangende, silicaatrijke rotsen, dikwijls in grotopeningen en nabij watervallen. De gametofyt vormt tot 1 cm dikke, dichte matten.

## Voorkomen
De sporofyt komt voor in de Atlantische kuststreken van West-Europa, voornamelijk in Ierland, Groot-Brittannië, Bretagne en de eilanden van Macaronesië (de Canarische Eilanden, Madeira en de Azoren) met relictpopulaties in Frankrijk, Spanje, Portugal en Italië. De plant is overal zeldzaam en wordt als een van Europa's meest zeldzame en bedreigde planten beschouwd.
De gametofyt is meer verspreid over heel Europa, met bijkomende vindplaatsen in Luxemburg, België, Duitsland, Tsjechië en Polen.
In Luxemburg is de varen pas recent gevonden, in 1993 in de buurt van de waterval Schiessentümpel. Ondertussen zijn reeds tientallen vindplaatsen bekend, voornamelijk in het Mullerthal, de vallei van de Alzette en van de bovenloop van de Sûre.
Abrodictyum · Callistopteris · Cephalomanes · Crepidomanes · Didymoglossum · Hymenophyllum · Polyphlebium · Trichomanes · Vandenboschia